# Kamenți, Silistra
Kamenți (în bulgară Каменци, în română Cairac) este un sat în comuna Kainardja, regiunea Silistra, Dobrogea de Sud, Bulgaria. 
Între anii 1913-1940 a făcut parte din plasa Curtbunar a județului Durostor, România.

## Demografie
Componența etnică a satului Kamenți
     Bulgari (100%)
     Nicio identificare (0%)
     Altele (0%)
La recensământul din 2011, populația satului Kamenți era de 22 locuitori. Din punct de vedere etnic, toți locuitorii erau bulgari.